# MTV Live
MTV Live è stato un programma televisivo statunitense trasmesso dal 1997 al 1998 su MTV. Nello show si alternavano interviste a cantanti, performance dal vivo, notizie, e anteprime di video musicali.
In Italia esiste una serie di appuntamenti con il medesimo nome, che non ha nulla a che vedere con il programma statunitense: esso infatti ripropone solo concerti di artisti appartenenti al panorama musicale nazionale o internazionale.